# Rampage: Szaleństwo
Rampage: Szaleństwo (ang. Rampage) – kanadyjsko-niemiecki thriller z 2009 roku wyreżyserowany przez Uwego Bolla. W przeciwieństwie do poprzednich filmów reżysera, nie stanowi on adaptacji gry komputerowej, aczkolwiek dzieli nazwę z serią gier Rampage.

## Fabuła
Scenariusz filmu luźno nawiązuje do wydarzeń, które miały miejsce w stanie Iowa w 1996 roku. Mieszkający z rodzicami dwudziestokilkuletni Bill Williamson pracuje jako mechanik samochodowy. Przez mass media bombardowany jest informacjami o toczących się wojnach, katastrofach ekologicznych, niesprawiedliwości i niegodziwości, jaka spotyka szarych obywateli. W pracy jest wyzyskiwany przez szefa, jego najlepszy przyjaciel, Evan Drince, snuje rewolucjonistyczne wizje, których nigdy nie będzie w stanie zrealizować, zaś pewnego dnia rodzice oświadczają mu, że najwyższy czas, aby się wyprowadził i zaczął żyć na własny koszt. Bill konstruuje pancerz z kevlaru i, chcąc dać upust narastającej w nim frustracji, wychodzi na ulicę, mordując wszystkich napotkanych ludzi.

## Dystrybucja
Do dystrybucji kinowej Rampage: Szaleństwo trafiło jedynie w Niemczech; premiera w tym kraju miała miejsce 29 kwietnia 2010 roku. Wcześniej film prezentowany był na kilku festiwalach filmowych. W okresie od czerwca do października wydany został bezpośrednio na DVD w USA, Kanadzie, Japonii, Wielkiej Brytanii, Argentynie, Austrii i w Holandii.
W Polsce prezentowany był 23 października 2010 roku w ramach 4. edycji Horrorfestiwalu.

## Krytyka
Brad Miska w recenzji opublikowanej w serwisie Bloody Disgusting stwierdził, że Rampage: Szaleństwo jest swego rodzaju „ewolucją” w reżyserskim dorobku Bolla, zaś oglądając film, ma się wrażenie, „jakby niemiecki Ed Wood spojrzał w lustro, zastanowił się nad swoimi filmami i obrał lepszą drogę”. Film otrzymał ocenę ogólną . Brad Jones z serwisu That Guy with the Glasses określił film mianem „cholernie dobrego”, chociaż nie przypadły mu do gustu poprzednie filmy Bolla. Noah Antwiler z The Spoony Experiment również pozytywnie ocenił film, stwierdzając, że mimo poprawy jakości względem poprzednich produkcji reżysera, Rampage: Szaleństwo nie jest jednak filmem wyjątkowym. Z kolei „Variety” określiło film mianem „bezkompromisowego i prawie nie nadającego się do oglądania, zarówno pod względem treści, jak i realizacji”.
W październiku 2010 roku Rampage: Szaleństwo uznano najlepszym filmem 4. edycji Horrorfestiwalu, przyznając mu nagrodę Złotej Czaszki. W uzasadnieniu stwierdzono, iż film „unowocześnia konwencję horroru i wykorzystuje tematykę oddającą ducha naszych czasów”.
W serwisie IMDb film otrzymał ocenę ogólną , będąc najwyżej ocenionym filmem w dotychczasowym dorobku reżysera.